# Хассан Рудбарян
Хассан Рудбарян (перс. حسن رودباریان, нар. 6 липня 1978, Казвін, Іран) — іранський футболіст, що грав на позиції воротаря.
Виступав, зокрема, за клуб «ПАС Тегеран», а також національну збірну Ірану.

## Клубна кар'єра
У дорослому футболі дебютував 1999 року виступами за команду «ПАС Тегеран», в якій провів вісім сезонів.
Згодом з 2007 по 2013 рік грав у складі команд «Персеполіс», «Пайкан», «Трактор Сазі», «Рах Ахан» та «Дамаш».
Завершив професійну ігрову кар'єру у клубі «Мес», за команду якого виступав протягом сезону 2013/14 років.

## Виступи за збірну
2006 року дебютував в офіційних матчах у складі національної збірної Ірану. Протягом кар'єри у національній команді, яка тривала усього 2 роки, провів у формі головної команди країни 17 матчів.
У складі збірної був учасником кубка Азії з футболу 2004 року у Китаї, на якому команда здобула бронзові нагороди, чемпіонату світу 2006 року у Німеччині, а також кубка Азії з футболу 2007 року у чотирьох країнах відразу, проте на поле виходив лише на останньому турнірі, де був основним воротарем, дійшовши з командою до чвертьфіналу. Також у статусі основного голкіпера виграв Чемпіонат Федерації футболу Західної Азії у 2007 році.

## Досягнення
- Чемпіон Ірану: 2003/04, 2007/08
- Бронзовий призер Кубка Азії: 2004
- Бронзовий призер Азійських ігор: 2006